# Карлтон (Нью-Брансвік)
Графство Карлтон (англ. Carleton) — графство в Канаді, у провінції Нью-Брансвік.

## Населення
За даними перепису 2016 року, графство нараховувало 26220 жителів, показавши скорочення на 3%, порівняно з 2011-м роком. Середня густина населення становила 7,9 осіб/км².
З офіційних мов обидвома одночасно володіли 2 415 жителів, тільки англійською — 23 450, тільки французькою — 10, а 35 — жодною з них. Усього 865 осіб вважали рідною мовою не одну з офіційних, з них 30 — одну з корінних мов, а 15 — українську.
Працездатне населення становило 62,8% усього населення, рівень безробіття — 9,1% (10,4% серед чоловіків та 7,6% серед жінок). 86,7% були найманими працівниками, 11,9% — самозайнятими.
Середній дохід на особу становив $35 952 (медіана $28 714), при цьому для чоловіків — $42 275, а для жінок $29 857 (медіани — $35 167 та $24 038 відповідно).
32,9% мешканців мали закінчену шкільну освіту, не мали закінченої шкільної освіти — 21,6%, 45,6% мали післяшкільну освіту, з яких 26,1% мали диплом бакалавра, або вищий, 35 осіб мали вчений ступінь.
| Статево-вікова структура населення | Статево-вікова структура населення | Статево-вікова структура населення | Статево-вікова структура населення | Статево-вікова структура населення |
| ---------------------------------- | ---------------------------------- | ---------------------------------- | ---------------------------------- | ---------------------------------- |
|                                    |                                    |                                    |                                    |                                    |
| Всього                             | Всього                             | 49,0%51,0%                         |                                    |                                    |
| 0 — 14 років                       | 0 — 14 років                       |                                    | 16,3%                              | 16,3%                              |
| 15 — 64 років                      | 15 — 64 років                      |                                    | 64,9%                              | 64,9%                              |
| 65 і більше                        | 65 і більше                        |                                    | 18,8%                              | 18,8%                              |
| 85 і більше                        | 85 і більше                        |                                    | 2,4%                               | 2,4%                               |
| 100 і більше                       | 100 і більше                       |                                    | 0%                                 | 0%                                 |
| Середній вік (років)               | Середній вік (років)               | 41,943,7                           | 42,8                               | 42,8                               |
| Медіана (років)                    | Медіана (років)                    | 44,445,8                           | 45,1                               | 45,1                               |
| — чоловіки — жінки                 |                                    |                                    |                                    |                                    |

| Походження мешканців:     | Походження мешканців:     | Походження мешканців: | Походження мешканців: | Походження мешканців: |
| ------------------------- | ------------------------- | --------------------- | --------------------- | --------------------- |
| Походження                |                           |                       | осіб                  | %                     |
| Корінні американці        | Корінні американці        |                       | 1 415                 | 5.49%                 |
| Інше північноамериканське | Інше північноамериканське |                       | 13 440                | 52.16%                |
| Європейське               | Європейське               |                       | 16 305                | 63.28%                |
| британське                | британське                |                       | 14 265                | 55.37%                |
| французьке                | французьке                |                       | 2 455                 | 9.53%                 |
| українське                | українське                |                       | 100                   | 0.39%                 |
| Карибське                 | Карибське                 |                       | 135                   | 0.52%                 |
| Латинськоамериканське     | Латинськоамериканське     |                       | 100                   | 0.39%                 |
| Африканське               | Африканське               |                       | 120                   | 0.47%                 |
| Азійське                  | Азійське                  |                       | 360                   | 1.4%                  |
| Океанійське               | Океанійське               |                       | 10                    | 0.04%                 |

| Зайнятість населення за галузями (за класифікацією NOC): | Зайнятість населення за галузями (за класифікацією NOC): | Зайнятість населення за галузями (за класифікацією NOC): | Зайнятість населення за галузями (за класифікацією NOC): | Зайнятість населення за галузями (за класифікацією NOC): |
| -------------------------------------------------------- | -------------------------------------------------------- | -------------------------------------------------------- | -------------------------------------------------------- | -------------------------------------------------------- |
|                                                          |                                                          |                                                          |                                                          |                                                          |
| Управління                                               | Управління                                               |                                                          | 10,4%                                                    | 10,4%                                                    |
| Бізнес, фінанси та адміністрування                       | Бізнес, фінанси та адміністрування                       |                                                          | 14%                                                      | 14%                                                      |
| Природничі та прикладні науки                            | Природничі та прикладні науки                            |                                                          | 4,1%                                                     | 4,1%                                                     |
| Охорона здоров'я                                         | Охорона здоров'я                                         |                                                          | 6,2%                                                     | 6,2%                                                     |
| Освіта, правозахист, муніципальні та урядові служби      | Освіта, правозахист, муніципальні та урядові служби      |                                                          | 10,3%                                                    | 10,3%                                                    |
| Мистецтво, культура, відпочинок та спорт                 | Мистецтво, культура, відпочинок та спорт                 |                                                          | 1,4%                                                     | 1,4%                                                     |
| Роздрібна торгівля та послуги                            | Роздрібна торгівля та послуги                            |                                                          | 19,3%                                                    | 19,3%                                                    |
| Гуртова торгівля, транспорт та обладнання                | Гуртова торгівля, транспорт та обладнання                |                                                          | 20,8%                                                    | 20,8%                                                    |
| Природні ресурси, сільське господарство                  | Природні ресурси, сільське господарство                  |                                                          | 6,7%                                                     | 6,7%                                                     |
| Виробництво                                              | Виробництво                                              |                                                          | 6,6%                                                     | 6,6%                                                     |

## Населені пункти
До графства входять містечка Вудсток, Гартленд, Флоренсвілль-Брістоль, парафії Абердин, Брайтон, Вейкфілд, Віклов, Вілмот, Вудсток, Кент, Нортгемптон, Піл, Річмонд, Саймондс, села Бат, Сентрвілль, індіанська резервація Вудсток 23, а також хутори, інші малі населені пункти та розосереджені поселення.

## Клімат
Середня річна температура становить 3,7°C, середня максимальна – 21,8°C, а середня мінімальна – -18,3°C. Середня річна кількість опадів – 1 119 мм.
| Клімат поселення                              | Клімат поселення | Клімат поселення | Клімат поселення | Клімат поселення | Клімат поселення | Клімат поселення | Клімат поселення | Клімат поселення | Клімат поселення | Клімат поселення | Клімат поселення | Клімат поселення | Клімат поселення |
| Показник                                      | Січ.             | Лют.             | Бер.             | Квіт.            | Трав.            | Черв.            | Лип.             | Серп.            | Вер.             | Жовт.            | Лист.            | Груд.            |                  |
| Середній максимум, °C                         | −5,79            | −4,53            | 1,44             | 8,63             | 16,10            | 20,87            | 21,78            | 21,76            | 16,16            | 10,19            | 4,02             | −4               |                  |
| Середня температура, °C                       | −12,04           | −10,76           | −4,82            | 2,38             | 9,86             | 14,63            | 17,65            | 17,62            | 12,03            | 6,05             | −0,13            | −8,13            |                  |
| Середній мінімум, °C                          | −18,27           | −17              | −11,06           | −3,87            | 3,62             | 8,39             | 13,52            | 13,48            | 7,88             | 1,91             | −4,25            | −12,26           |                  |
| Норма опадів, мм                              | 99               | 68               | 82               | 80               | 93               | 92               | 109              | 99               | 102              | 93               | 106              | 96               |                  |
| Середньомісячна швидкість вітру, м/с          | 3.82             | 3.92             | 4.17             | 4.01             | 3.74             | 3.28             | 2.97             | 2.84             | 3.15             | 3.51             | 3.72             | 3.75             |                  |
| Середньомісячна сонячна радіація, кДж/м²·день | 5151             | 8411             | 12214            | 15681            | 18387            | 20187            | 19584            | 17441            | 12937            | 8092             | 4832             | 3970             |                  |
| --------------------------------------------- | ---------------- | ---------------- | ---------------- | ---------------- | ---------------- | ---------------- | ---------------- | ---------------- | ---------------- | ---------------- | ---------------- | ---------------- | ---------------- |
| Джерело:                                      |                  |                  |                  |                  |                  |                  |                  |                  |                  |                  |                  |                  |                  |